# Nowinki (województwo pomorskie)
Nowinki – osada w Polsce położona w województwie pomorskim, w powiecie nowodworskim, w gminie Nowy Dwór Gdański na obszarze Żuław Wiślanych. Wieś wchodzi w skład sołectwa Stobna.
Wieś komornictwa zewnętrznego Elbląga w XVII i XVIII wieku. W latach 1975–1998 miejscowość administracyjnie należała do województwa elbląskiego.